# 傑伊·麦切維利
傑伊·麦切維利（英語：Jay McEveley；1985年2月11日—）是一位英格蘭足球運動員。在場上的位置是後衛。他現在效力於英格蘭北部超級聯賽（超聯組）球隊沃靈頓鎮。

## 外部連結
- 足球数据库：傑伊·麦切維利的球员统计数据
- James McEveley於scottishfa.co.uk